# 2.º governo da regência do Príncipe D. João
O 2.º governo da regência do Príncipe D. João, constituído a 15 de Abril de 1804 e exonerado a 26 de Novembro de 1807, foi presidido pelo Conde de Vila Verde e, mais tarde, pelo futuro Conde da Barca, na qualidade de ministro assistente ao despacho (se bem que o cargo de chefe de governo não estava ainda definido), sendo o executivo encabeçado pelo próprio D. João, Príncipe Regente, que exercia a regência por incapacidade da rainha D. Maria I.
A sua constituição era a seguinte:
| Cargo                                                                        | Detentor                    | Período                                       |
| ---------------------------------------------------------------------------- | --------------------------- | --------------------------------------------- |
| Ministro Assistente ao Despacho e secretário de Estado dos Negócios do Reino | Conde de Vila Verde         | 15 de Abril de 1804 a 1806                    |
| Ministro Assistente ao Despacho e secretário de Estado dos Negócios do Reino | António de Araújo e Azevedo | 1806 a 26 de Novembro de 1807                 |
| Secretário de Estado dos Negócios da Marinha                                 | João Rodrigues de Sá e Melo | 15 de Abril de 1804 a 26 de Novembro de 1807  |
| Secretário de Estado dos Negócios Estrangeiros e da Guerra                   | Conde de Vila Verde         | 15 de Abril de 1804 a 6 de Junho de 1804      |
| Secretário de Estado dos Negócios Estrangeiros e da Guerra                   | António de Araújo e Azevedo | 6 de Junho de 1804 a 26 de Novembro de 1807   |
| Secretaria de Estado dos Negócios da Fazenda                                 | Rodrigo de Sousa Coutinho   | 15 de Abril de 1804 a 31 de Agosto de 1804    |
| Secretaria de Estado dos Negócios da Fazenda                                 | Luís de Vasconcelos e Sousa | 31 de Agosto de 1804 a 26 de Novembro de 1807 |

## Galeria

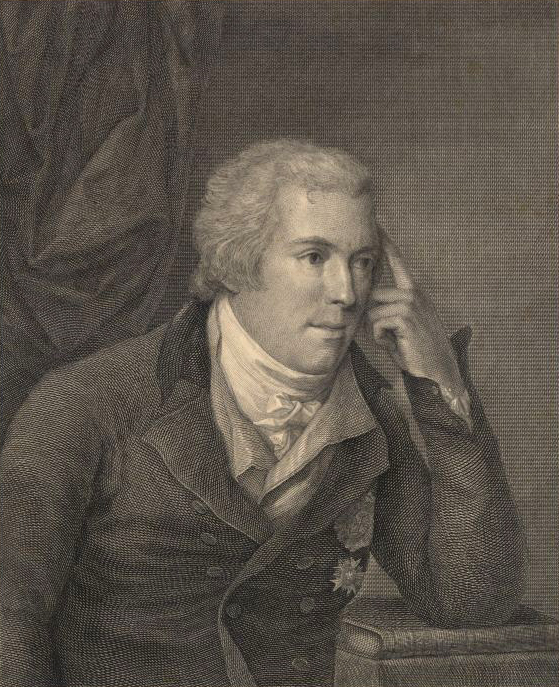
Duque de Lafões, ministro assistente ao despacho e secretário de Estado dos Negócios Interiores do Reino, e secretário de Estado dos Negócios Estrangeiros e da Guerra
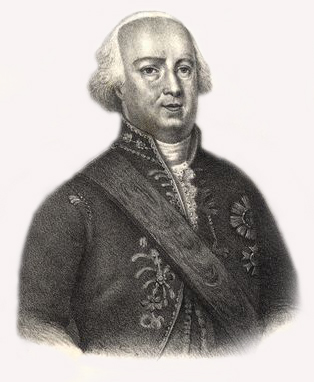
Rodrigo de Sousa Coutinho, secretário de Estado dos Negócios da Fazenda
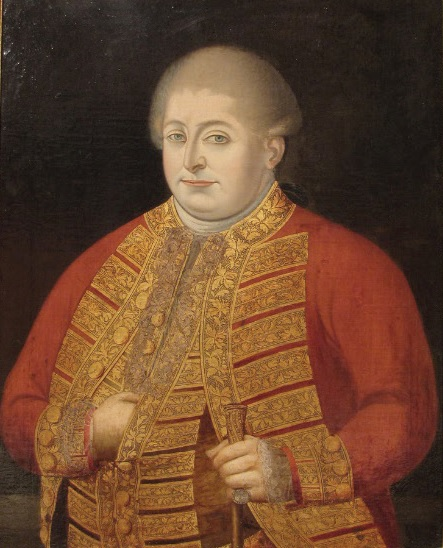
Luís de Vasconcelos e Sousa, secretário de Estado dos Negócios da Fazenda